# 徐政旦
徐政旦（1922年—2013年），曾用名徐孟标，男，江苏无锡人，中国会计学家、审计学家，曾任上海财经大学教授、博士生导师。